# 金丸将也
金丸 将也（かねまる まさや、1987年3月19日 - ）は、宮崎県宮崎郡清武町（現：宮崎市）出身の元プロ野球選手（投手）・監督。左投左打。

## 経歴

### プロ入り前
小学4年生から野球を始め、中学野球部を経て、佐土原高の野球部に入る。監督から体力不足を指摘され、走り込みに徹底して取り組んだ。3年夏の県大会では全試合に登板し、同高初の甲子園大会出場に貢献。本戦でも初戦で競り勝ち、チームに甲子園初勝利をもたらした。
その後、中部大学に進学。大学1年からリーグ戦に登板するも球速も130km/h前後であり、2年秋には左肩を故障。しかしこの故障を機に1日5食を課し10kg以上の増量を行い球速も140km/h台に上昇、大学4年時には先発投手として中部大初の全国大会進出の原動力となる。愛知大学リーグ戦通算11勝8敗。中日ドラゴンズなどを含む8球団のプロスカウトからも注目され、自身も「自分のことを欲してくれる球団ならどこでも行って投げたい」と12球団OKの姿勢だったが、4年秋に再び左肩を痛めた影響もあり、ドラフトでは指名に漏れ、東海理化に入社。
入社後も肩の治療の為ほとんど投球をせず、リハビリに専念したトレーニングを続ける。地道なリハビリの結果、翌年6月には痛みがほとんど無くなり、再び投手としてマウンドに立てるようになった。入社2年目の都市対抗予選では抑えとして活躍。故障前の中部大時代には75kgの細身だった体重も地道なトレーニングにより更に10kg以上増え、140km/h台前半だった球速が最速150km/hにまで増し、再びプロのスカウトが訪れるようになる。
2010年10月28日のドラフト会議では、新聞ニュースなどの前情報ではほとんど取り上げられていなかったが、スピードのある即戦力投手を欲していた広島東洋カープに4位にて指名され、同年11月16日、契約金4000万円・年俸1000万円で仮契約。背番号は30。

### 広島時代
プロ1年目の2011年は二軍でも10試合で防御率8.22と結果を残せず、一軍での登板機会は与えられなかった。同年の秋季キャンプから大野豊投手チーフコーチから提案されたサイドスローに挑戦し、紅白戦4試合・投球回8回で1失点と好投。2012年の沖縄での一軍春季キャンプに参加することが決まった。
2012年は、左の中継ぎとして二軍で37試合に登板。防御率1.17と好成績を残し、コーチから「いつ一軍に呼ばれてもおかしくない」と言われていたものの、結局一軍での登板はなかった。
3年目の2013年シーズンも中継ぎ投手として二軍で24試合に登板するも防御率3.50と防御率を前年から大きく落とし、一軍での登板はなかった。後年、3年目の不調については、色々な助言を取り入れた結果、自分の投球を見失ったものだという。10月29日に戦力外通告を受けた。
退団後は郷里で物流業などの仕事に就いていた。2022年2月2日には学生野球資格を回復しており、同年からは宮崎県で高校生を指導するコーチもおこなった（後述の独立リーグ球団の監督就任に伴い、資格喪失）。

### KAL・宮崎時代
2022年9月、翌2023年からの九州アジアリーグへの加盟が承認された宮崎サンシャインズの監督に就任すると報じられた。のちの報道では、同年春に球団関係者から監督就任の依頼を受けていたという。
2023年シーズン中の9月7日に、監督兼任で投手として選手登録され、10年ぶりの現役復帰となった。9月9日の対北九州下関フェニックス戦に先発登板、3回を無失点に抑えた（その後逆転されて試合は敗戦）。シーズン終了後の10月19日に来シーズンの選手契約を更改したと発表された。
2024年も前年に引き続いて兼任監督を務めたが、シーズン途中の6月20日に退任と選手としての引退が発表された。チームは前年に続いて成績が低迷、退任発表時点で22連敗を記録しており、6月になって金丸自身から退任の申し入れがあったと報じられている。

### 宮崎退団後
2024年7月、台中市の社会人野球チームである台中市成棒隊のコーチに就任したことが発表された。

## 選手としての特徴・人物
長い左腕から放られる150km/hのストレートの他、スライダーとチェンジアップ、また自身がアピールポイントにも掲げているシュートを使う。
シュートは中学時代に独学で覚えた。2011年の秋季キャンプではサイドスローへの転向に挑戦した。
巨人の二軍キャンプの場所だった宮崎県清武町の出身でもあり、子供の頃は毎年キャンプを見学に行くほどの巨人ファンであった。高校時代には当時新人だった野間口貴彦がブルペンで投げているのを見て、直球の指の掛かりを参考にしていた。また同時期に、自身が後にドラフトで指名されることになる広島のキャンプを天福球場まで見に行ったことがあり、その練習の前のアップの長さに驚いたことがある。

## 詳細情報

### 年度別投手成績
- 一軍公式戦出場なし

### 独立リーグでの年度別投手成績
| 年 度     | 球 団     | 登 板 | 先 発 | 完 投 | 完 封 | 無 四 球 | 勝 利 | 敗 戦 | セ 丨 ブ | ホ 丨 ル ド | 勝 率 | 打 者 | 投 球 回 | 被 安 打 | 被 本 塁 打 | 与 四 球 | 敬 遠 | 与 死 球 | 奪 三 振 | 暴 投 | ボ 丨 ク | 失 点 | 自 責 点 | 防 御 率 | W H I P |
| --------- | --------- | ----- | ----- | ----- | ----- | -------- | ----- | ----- | -------- | ----------- | ----- | ----- | -------- | -------- | ----------- | -------- | ----- | -------- | -------- | ----- | -------- | ----- | -------- | -------- | ------- |
| 2023      | 宮崎      | 2     | 1     | 0     | 0     | 0        | 0     | 0     | 0        | 0           | .000  | 11    | 3.1      | 0        | 0           | 1        | -     | 0        | 3        | 1     | 0        | 0     | 0        | 0.00     | 0.30    |
| 通算：1年 | 通算：1年 | 2     | 1     | 0     | 0     | 0        | 0     | 0     | 0        | 0           | .000  | 11    | 3.1      | 0        | 0           | 1        | -     | 0        | 3        | 1     | 0        | 0     | 0        | 0.00     | 0.30    |

- 2023年度シーズン終了時

### 背番号
- 30 （2011年 - 2013年）
- 88 （2023年 - 2024年）